# Bloomer (thị trấn), Wisconsin
Bloomer là một thị trấn thuộc quận Chippewa, tiểu bang Wisconsin, Hoa Kỳ. Năm 2010, dân số của thị trấn này là 1.024 người.